# Deutsche Freie-Partie-Meisterschaft 1967/68

Veranstaltungsort: Wattenscheid

Die Deutsche Freie-Partie-Meisterschaft 1967/68 ist eine Billard-Turnierserie und fand vom 1. bis zum 3. März 1968 in Wattenscheid zum 13. Mal statt.

## Geschichte
Nachdem Klaus Hose im Vorjahr noch als Überraschungssieger gefeiert wurde, gewann er 1968 die Meisterschaft hochverdient. In der letzten und damit entscheidenden Partie gegen den punktgleichen Dieter Müller zeigte Hose seine Klasse und siegte mit 500:5 in einer Aufnahme. Zuvor hatte er gegen Helmut Burwig mit 369:500 in vier Aufnahmen verloren und musste gegen Müller gewinnen, um seinen Titel zu verteidigen. Ein starkes Turnier spielte auch der Düsseldorfer Dieter Wirtz, der am Ende Platz zwei belegte. Insgesamt wurde in diesem Turnier sehr stark gespielt, was der Turnierdurchschnitt von 74,12 beweist.

## Modus
Gespielt wurde im Round-Robin-Modus bis 500 Punkte. Die Endplatzierung ergab sich aus folgenden Kriterien:
1. Matchpunkte
2. Generaldurchschnitt (GD)
3. Höchstserie (HS)

## Abschlusstabelle
| MP    | Match Points (Sieger = 2; Unentschieden = 1; Verlierer = 0) |
| Pkte. | Erzielte Karambolagen                                       |
| Aufn. | Benötigte Versuche                                          |
| GD    | Generaldurchschnitt                                         |
| BED   | Bester Einzeldurchschnitt eines Spielers                    |
| HS    | Höchstserie                                                 |
|       | Bester GD des Turniers                                      |
|       | Bester ED des Turniers                                      |
|       | Beste HS des Turniers                                       |
|       | 1. Platz (Gold)                                             |
|       | 2. Platz (Silber)                                           |
|       | 3. Platz (Bronze)                                           |

| Klassement                 | Klassement                               | Klassement | Klassement | Klassement | Klassement | Klassement | Klassement |
| Platz                      | Name                                     | MP         | Pkte.      | Aufn.      | GD         | BED        | HS         |
| -------------------------- | ---------------------------------------- | ---------- | ---------- | ---------- | ---------- | ---------- | ---------- |
| 1                          | Klaus Hose (Bochum)                      | 12:2       | 3369       | 23         | 146,47     | 500,00     | 501        |
| 2                          | Dieter Wirtz (Düsseldorf)                | 10:4       | 3053       | 39         | 78,28      | 166,66     | 464        |
| 3                          | Dieter Müller (Berlin)                   | 8:6        | 2239       | 18         | 124,38     | 500,00     | 720        |
| 4                          | Matthias Metzemacher (Bergisch Gladbach) | 8:6        | 2578       | 33         | 78,12      | 250,00     | 500        |
| 5                          | Hartmut Burwig (Berlin)                  | 8:6        | 2218       | 33         | 67,21      | 125,00     | 453        |
| 6                          | Peter Sporer (München)                   | 6:8        | 2280       | 32         | 71,25      | 500,00     | 660        |
| 7                          | Günter Siebert (Unna)                    | 2:12       | 1245       | 31         | 40,16      | 125,00     | 385        |
| 8                          | Werner Naruhn (Gelsenkirchen)            | 2:12       | 1104       | 35         | 31,54      | 45,45      | 220        |
| Turnierdurchschnitt: 74,12 |                                          |            |            |            |            |            |            |